# Reboulia queenslandica
Reboulia queenslandica là một loài rêu trong họ Aytoniaceae. Loài này được Stephani M. Hicks mô tả khoa học đầu tiên năm 1992.